# Golești (Vâlcea)
Pour les articles homonymes, voir Golești.
Golești est une commune du județ de Vâlcea en Roumanie.